# Thysanoprymna superba
Thysanoprymna superba là một loài bướm đêm thuộc phân họ Arctiinae, họ Erebidae.